# 松田博
松田 博（まつだ ひろし、1942年（昭和17年）12月27日 - 2023年（令和5年）4月30日）は、日本の社会思想史学者、グラムシ研究者、立命館大学名誉教授。専攻、社会思想史、イタリア近代思想史。国際グラムシ学会会員。

## 来歴
福岡県出身。福岡県立修猷館高等学校、早稲田大学文学部史学科卒業。法政大学大学院修士課程修了。ペルージャ外国人大学、ローマのグラムシ研究所、フィレンツェ大学に学ぶ。立命館大学産業社会学部助教授、同教授。2007年立命館大学名誉教授。2023年4月30日、胃がんのため死去。80歳没。

## 著書
- 『ボローニア「人民の家」からの報告 ワインとレジスタンスの街の市民たち』合同出版、1983
- 『グラムシ研究の新展開 グラムシ像刷新のために』御茶の水書房、2003
- 『グラムシ思想の探究 ヘゲモニー・陣地戦・サバルタン』新泉社、21世紀叢書　2007

- 『「未完の市民社会論」の研究-『獄中ノート』と現代-』あけび書房、　2021

### 共編著
- 『イタリアの労働環境と健康』上畑鉄之丞共編著 イタリアの社会医学研究会訳 労働経済社、1981
- 『グラムシを読む 現代社会像への接近』編 法律文化社、1988
- 『グラムシ思想のポリフォニー 現代性と古典性のインターフェース』鈴木富久共編 法律文化社、1995

### 翻訳
- ルチアーノ・ラーマ『イタリアの労働運動』新日本新書、1979
- イタリア共産党中央委員会教育部編『グラムシ入門』ロベルト・マッヂ共訳 合同出版 合同叢書 1982
- ノルベルト・ボッビオ『グラムシ思想の再検討 市民社会・政治文化・弁証法』小原耕一、黒沢惟昭共訳　御茶の水書房、2000
- 『グラムシ『獄中ノート』著作集 7 (歴史の周辺にて「サバルタンノート」注解)』編訳 明石書店、2011
- 『グラムシ『獄中ノート』著作集 3』編訳 明石書店、2013

## 参考
- [ISBN　978-4-7877-0715-4]
- 『現代日本人名録』2002年